# 니시센14조 정류장
니시센14조 정류장(일본어: 西線14条停留場, にしせんじゅうよじょうていりゅうじょう)은 일본 홋카이도 삿포로시 주오구에 위치한 삿포로 시 교통국(삿포로 시영 전차) 야마하나니시 선의 정류장이다. 정류장 번호는 SC08이다.

## 정류장 구조
2면 2선의 대향식 교차점을 사이로 남쪽에 니시 4초메 방면, 북쪽에 스스키노 방면 승강장이 있고 안전 지대가 설치되어 있다. 안전 지대에는 로드 히팅이 꾸며져, 역사가 설치되어 있다.

## 정류장 주변
- 시온 야마하나 병원 시온 야마하나키타 병원
- 삿포로 시립 후시미 중학교

## 역사
- 1931년 11월 23일:[1]"미나미14조"의 명칭으로 정류장 개업(단선).
- 1951년 10월 5일: 복선화.
- 1958년 11월 15일: "니시센14조"로 변경.
- 2015년 4월 1일: 정류장 번호 설정.

## 인접역
| 삿포로 시 교통국 ● 삿포로 시영 전차 야마하나니시 선 | 삿포로 시 교통국 ● 삿포로 시영 전차 야마하나니시 선 | 삿포로 시 교통국 ● 삿포로 시영 전차 야마하나니시 선 |
| --------------------------------------------------- | --------------------------------------------------- | --------------------------------------------------- |
| SC07 니시센11조 외선 순환                           | 시영 전철 운행 계통                                 | SC09 니시센16조 내선 순환                           |